# Neochauliodes umbratus
Neochauliodes umbratus är en insektsart som beskrevs av Douglas E. Kimmins 1954. Neochauliodes umbratus ingår i släktet Neochauliodes och familjen Corydalidae. Inga underarter finns listade i Catalogue of Life.